# Francisco Martínez Motiño

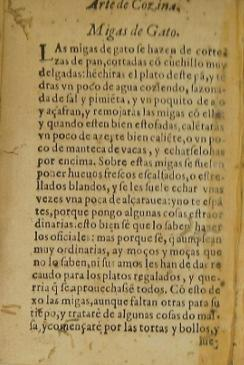

Francisco Martínez Montiño (nascido em 1570-1575) foi um chef de cozinha e escritor espanhol que trabalhou durante 34 anos na Casa Real de Espanha durante o Século de Ouro Espanhol. Embora se conheça pouco sobre a biografia dele segundo Nicolás António, foi chefe de cozinha Maior da corte Real de Filipe II, e Filipe III e acabou com o Filipe IV, em 1620 apresentou um memorial diante do Rei Filipe III que sinalizava os seus 34 anos servindo a Realeza Espanhola. Num dos livros de Montinho, a Arte de Cozinha, catalogou genialmente todo o ritual culinário de receitas, usos, formulas, apresentação e disposição da comida palatina, sem descuidar, por suposto, o conhecimento dos produtos originários. Por supostamente existir grande abundância de produtos alimentares dentro dos palácios, e haver frequentes banquetes consumidos na Corte Real, e a grande atenção do chefe ao detalhe, permitiram a elaboração de centenas de receitas diferentes, nas quais algumas até serviam para regimentar a dieta dos excessos gastronómicos.  Igualmente tratou de documentar todas as instruções para servir um banquete, a apresentação adequada e conduta de cada empregado da corte. Montinho é sem dúvida um dos pilares da cozinha espanhola ainda que tivesse recorrido a receitas de diversas tendências: italianas, flamengas, francesas, galegas, mourisca (portuguesa) e pouco se preocupou com a cozinha popular espanhola. Muitas das receitas originais, e produtos utilizados, são hoje utilizados como as saladas, sopas, produtos feitos de farinha de trigo, condimentos, os métodos de preparação, e a tradição de preparar alimentos respeitando o dia de 'peixe', dia de 'carne'.

## Edições
- Forma parte do catálogo de autoridades da Real Academia Espanhola.[3]
- Martínez Montiño, Francisco, Arte de Cozinha, Pastelaria, Panificação e Conservaria, Valência: Livrarias Paris Valência, 1997. 486 páginas. Re-edição de Barcelona, María Ángela Martí viuda, 1763. ISBN 84-8972-547-0.
- Martínez Montiño, Francisco, Arte de Cozinha, Pastelaria, Panificação e Conservaria, Sevilha: Extramuros, 2009. 494 páginas. Re-edição de Madrid, Pantaleón Aznar, 1778. ISBN 978-84-9862-339-0.
- Martínez Montiño, Francisco, Arte de Cozinha, Pastelaria, Panificação e Conservaria, Valhadolid: Maxtor, 2006. XII+510+16 páginas. Re-edição de Barcelona, María Ángela Martí viuda, 1763. ISBN 84-9761-300-7.
- Conduchos de 1584